# Werner von Oberwesel

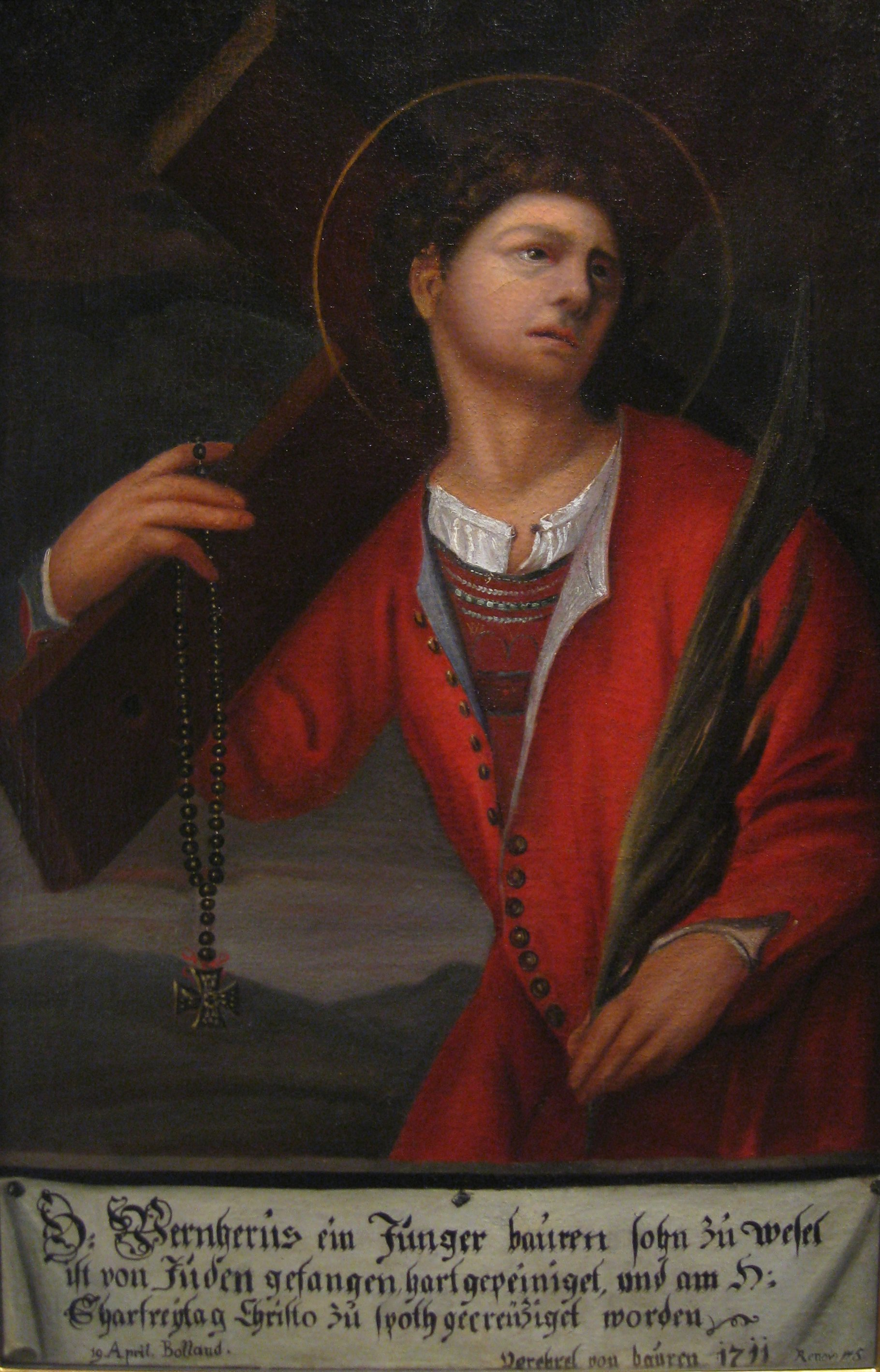
Werner von Oberwesel. Gemälde im Jüdischen Museum Berlin

Werner von Oberwesel (auch Werner von Bacharach oder Werner von Womrath; * 1271 in Womrath, Hunsrück; † 1287) war ein Tagelöhner. Sein ungeklärter Tod wurde im Sinne der Ritualmordlegende Juden angelastet und führte so zu einer blutigen Judenverfolgung am Mittelrhein. 
Werner wurde als katholischer Volksheiliger verehrt, obwohl er nie heilig gesprochen wurde; sein Gedenktag war der 19. April. Zu seiner Verehrung wurde die Wernerkapelle in Bacharach am Rhein gebaut. 1963 wurde Werners Name aus dem Heiligenverzeichnis des Bistums Trier gestrichen.

## Geschichte
Werner stammte aus armen Verhältnissen und war bei einer jüdischen Familie in Stellung. Am Gründonnerstag 1287 wurde die Leiche des 16-Jährigen in der Nähe von Bacharach aufgefunden. Von interessierter Seite gestreute Ritualmordgerüchte fanden Aufnahme bei Menschen, die von zeittypischen christlich-antijudaistischen Vorurteilen gesteuert wurden. Nach der Ritualmordlegende soll er gemeinschaftlich von Juden ermordet worden sein, die sein Blut rituell für das jüdische Pessach-Fest verwendet hätten.
Auf den angeblichen gemeinschaftlichen jüdischen Mord folgte eine Pogromwelle. Sie erschütterte nicht nur mittelrheinische Orte, sondern verbreitete sich auch an der Mosel und im niederrheinischen Raum. Die jüdischen Gemeinden wandten sich an König Rudolf I., der von der Grundlosigkeit der Beschuldigungen überzeugt war. Er legte den Mördern der Juden eine Geldbuße auf und befahl, die Leiche Werners zu verbrennen, um einer weiteren Verehrung vorzubeugen.

## Verehrung

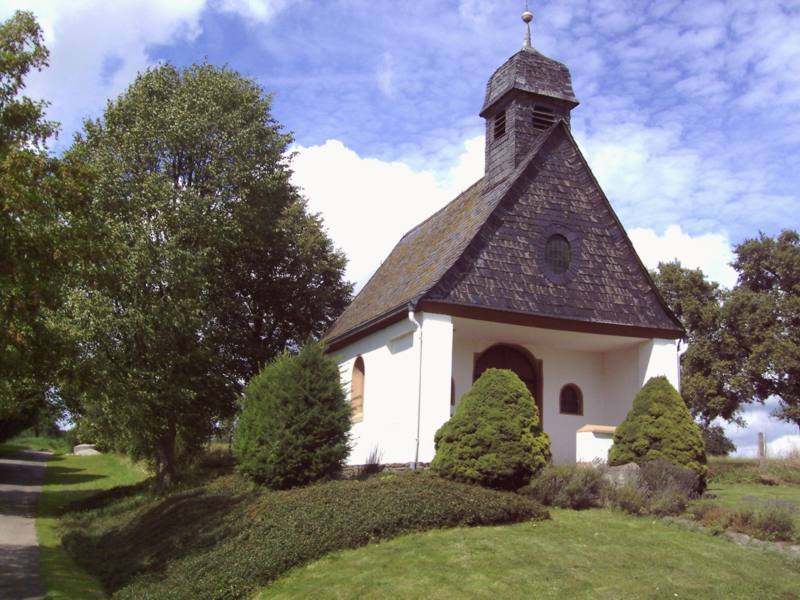
Wernerkapelle (Womrath)
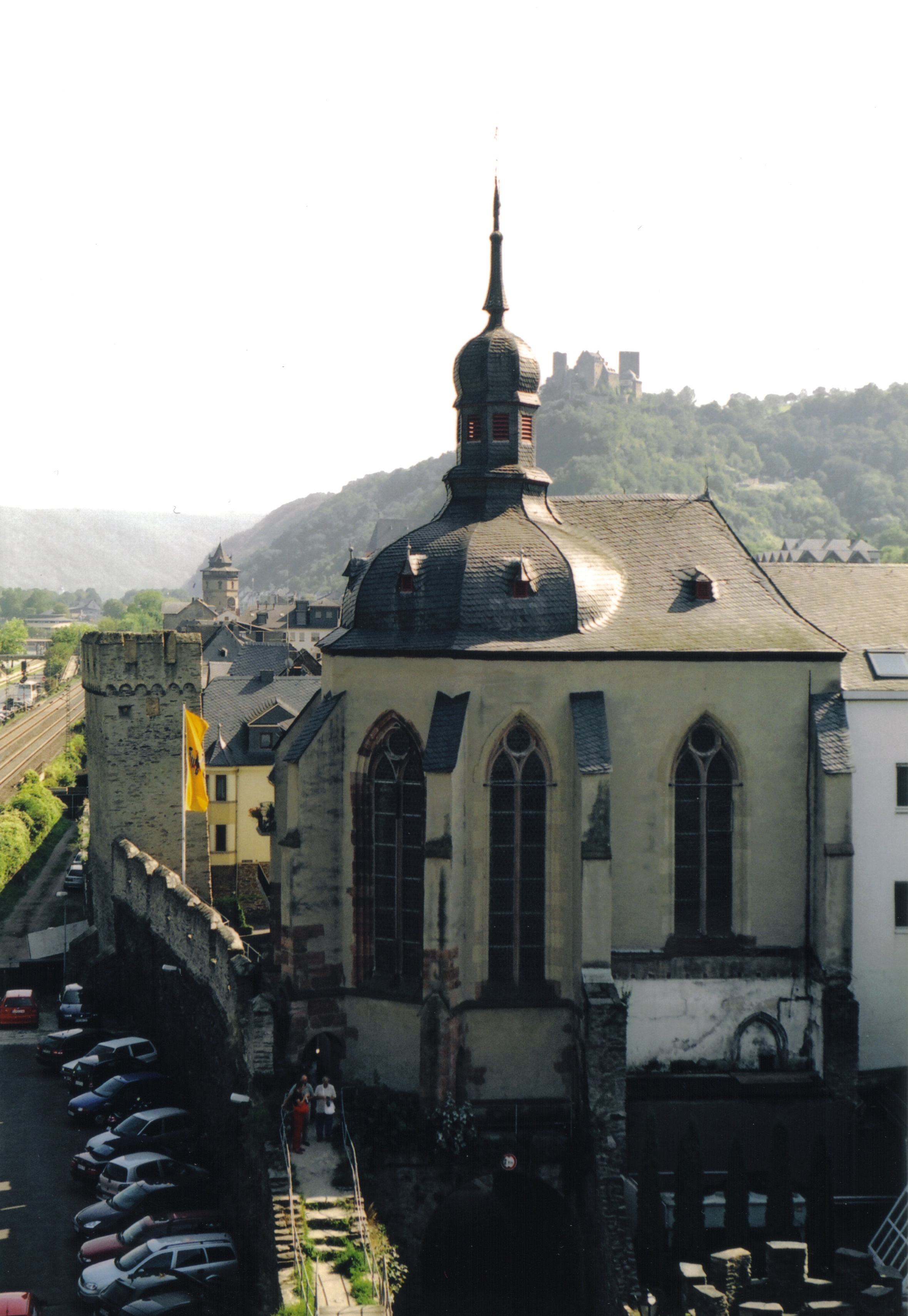
Wernerkapelle Oberwesel mit Stadtmauer
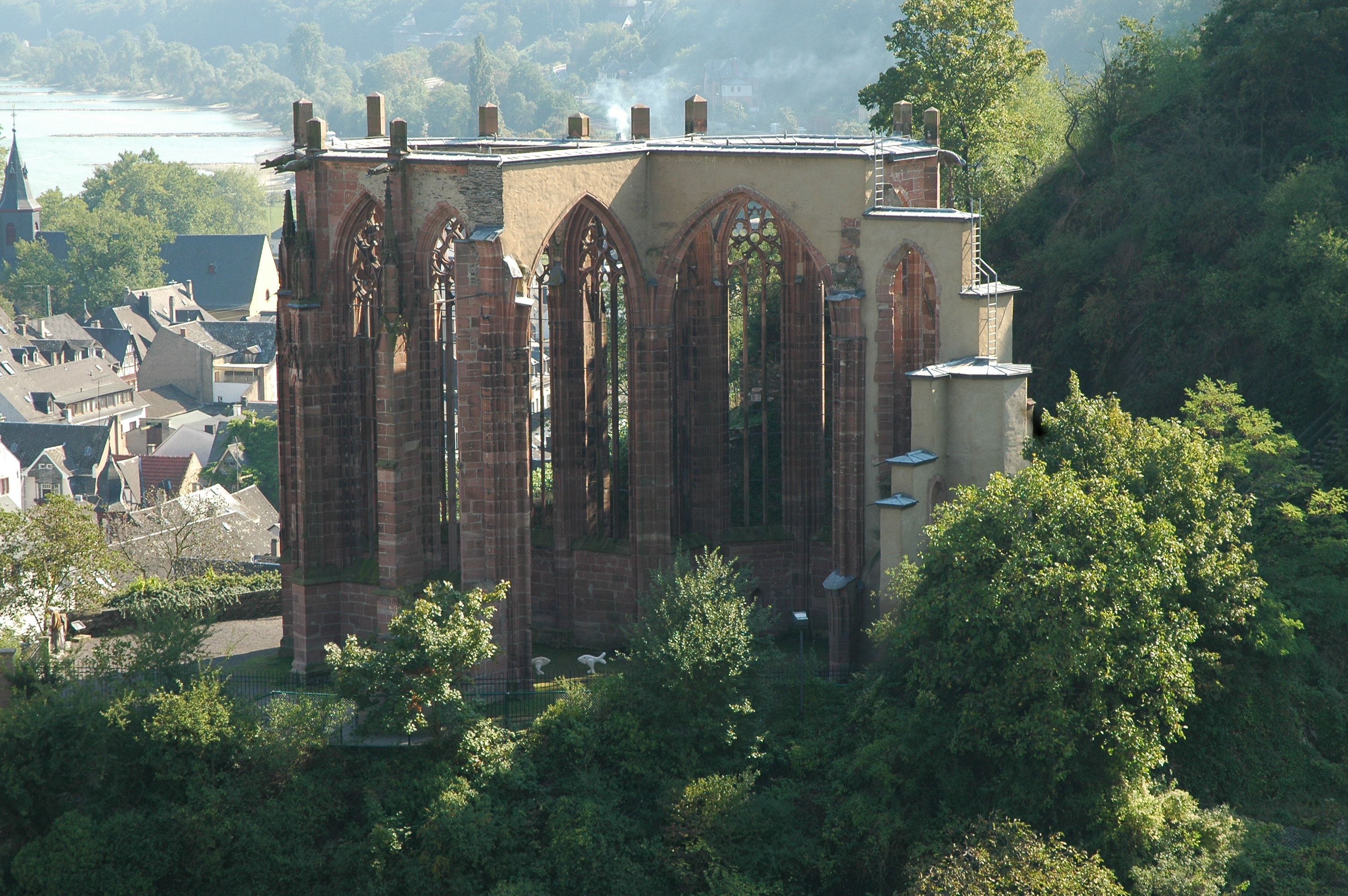
Rheinromantische Wernerkapelle in Bacharach
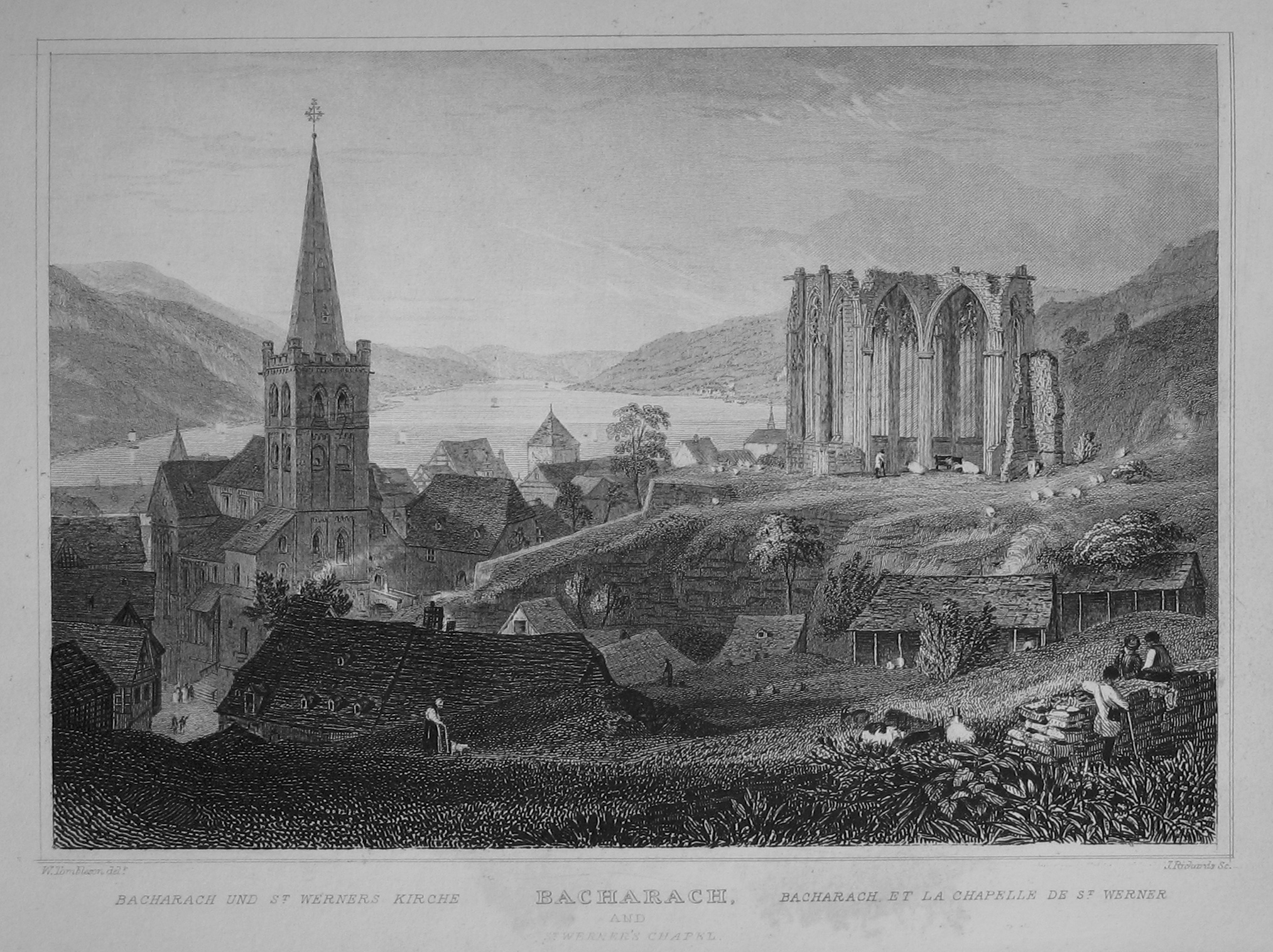
Views of the Rhine von William Tombleson (etwa 1840), mit der Ruine der Wernerkapelle

Die königlichen Anweisungen, die Leiche Werners zu verbrennen, um einer weiteren Verehrung vorzubeugen, wurden nicht befolgt. Vielmehr soll es nach den Angaben einer vor 1338 entstandenen Heiligenlegende schon seit dem 30. April 1287 zu ersten Wundern am Grab Werners gekommen sein, der daraufhin als Märtyrer verehrt wurde. Er galt als Patron der Winzer und wurde als Heiliger mit den Attributen Winzermesser, Hacke und Wanne dargestellt.
Die Kunibertkapelle in Bacharach wurde schon ab 1289 zur heutigen Wernerkapelle ausgebaut. Bereits 1293 wurde im fertiggestellten Südarm ein Werner-Altar geweiht und 1337 erfolgte die Weihe des Ostchores. Der geplante Ausbau der Kapelle zu einer großen Kirche blieb aber vorerst unvollendet, nachdem 1338 die Baukasse abhandengekommen war, wohl weil der Trierer Erzbischof Balduin von Luxemburg sie beschlagnahmte. Vollendet wurde die Kapelle erst nach 1426 auf Betreiben des Theologieprofessors und Humanisten Winand von Steeg, der von 1421 bis 1438 Pfarrer in Bacharach war. Bis zur Einführung der Reformation in Bacharach war die Kapelle ein beliebter Wallfahrtsort. 1685, als das katholische Fürstenhaus Pfalz-Neuburg die Pfalz erbte, wurde den wenigen Bacharacher Katholiken die Kapelle als Pfarrkirche zugewiesen, aber schon 1689 im Pfälzischen Erbfolgekrieg wurde bei der Sprengung der Burg Stahleck die Kapelle in Mitleidenschaft gezogen und verfiel daraufhin zur Ruine. Ein Wiederaufbau scheiterte auch am Zurückgehen der Märtyrerverehrung und damit an versiegenden Einnahmen für die Kirche durch Wallfahrer.
Die vor 1338 entstandene lateinische Legende berichtet den angeblichen Hostienfrevel; die Juden hätten Werner an den Füßen aufgehängt, um eine Hostie zu entwenden, die er zu sich genommen hatte. Anschließend hätten sie ihn stromauf gefahren, seien bis Tagesanbruch aber nur bis hinter Bacharach gekommen. Über der Stelle am Rheinufer südlich von Bacharach, wo der Leichnam abgelegt worden sein soll, wurde ein Wilhelmiten-Kloster erbaut, über seinem Sarkophag in der Kunibert-Kapelle wurde die Wernerkapelle errichtet.
Eine zweite Kultstätte entstand in der heutigen Mutter-Rosa-Kapelle, der ehemaligen Wernerkapelle des Heiliggeistspitals von Oberwesel, etwa 7 Kilometer rheinabwärts gelegen. Hier verehrte man bei dem angeblichen Tatort die vorgebliche Martersäule. Im 18. Jahrhundert kam der Kult im katholischen Oberwesel zu neuer Blüte.
Pfalzgraf Ludwig III. strebte eine Wiederbelebung des Kultes an. Der folgende Kanonisationsversuch zwischen 1426 und 1429 brachte aber aus Rom keine offizielle Anerkennung. Die Kapelle wurde schließlich dennoch vollendet. Nachdem 1548 ein Finger nach Besançon überführt worden war, verbreitete sich die Werner-Verehrung auch in Frankreich.
Obwohl die Bacharacher Kapelle 1689 zerstört worden war und die in einem Wandgrab geborgenen Gebeine 1621 von Feldgeistlichen des Generals Ambrosio Spinola in die Spanischen Niederlande verbracht worden waren, hielt sich das Werner-Fest im Bistum Trier bis 1963. Eine wichtige Rolle bei der kritischen Bewertung der Wernerverehrung spielten Beschlüsse des 1965 beendeten Zweiten Vatikanischen Konzils, das religiöse Praktiken kritisch bewertete, die dem Antijudaismus und Antisemitismus Vorschub leisteten. In diesem Zusammenhang setzte sich der Kirchenhistoriker Erwin Iserloh 1963 in einem vielbeachteten Aufsatz kritisch mit dem Wernerkult auseinander, insbesondere mit der Wernerverehrung in Bacharach. Iserloh, damals Leiter der Theologischen Fakultät Trier, war auch maßgeblich für die Streichung des Wernerfests aus dem Bistumskalender verantwortlich.
Die letzte Werner-Prozession in Oberwesel fand 1971 statt. 1998 wurde das St.-Werner-Krankenhaus in Oberwesel in Loreleykliniken umbenannt. Der Verein St.-Werner-Nachbarschaft löste sich 2016 auf. 
Der Gute Werner wird am Mittelrhein als einer von sieben Weinheiligen verehrt.
Ein weiterer Schwerpunkt der Wernerverehrung befindet sich in den französischen Weinbaugebieten Bourgogne und Auvergne, wo die Namen Saint Vernier und Saint Verny gebräuchlich sind. Wernerreliquien waren 1548 von Bacharach nach Besançon gekommen. Von dort hatte sich der Kult in die südlich gelegenen Weinbauregionen ausgebreitet. Dort sind bis heute Feste und Prozessionen im Namen Werners üblich. In mindestens einem Fall besteht eine Werner-Bruderschaft.

## Forschung
Anti-jüdische Legenden wie die des Wener von Oberwesel waren im Mittelalter und der frühen Neuzeit vielfach im Umlauf. Vorwürfe angeblicher Ritualmorde, aber auch des Hostienfrevels oder der Brunnenvergiftung, die als Ursache für Epidemien wie die Pest galt, schürten die Judenfeindlichkeit breiter christlicher Volksmassen. 1910 äußerte der Trierer Historiker Gottfried Kentenich in dem Werner gewidmeten Artikel der Allgemeinen Deutschen Biographie Zweifel an der Ritualmordüberlieferung, setzte die Erzählung mit judenfeindlichen Unruhen in Verbindung und ging von einem Raubmord als tatsächlichem Motiv aus.
Die 1965 von Ferdinand Pauly vorgebrachte These, dass Werner vielleicht einem Sexualverbrechen zum Opfer fiel, ist umstritten. Walter Karbach bringt dagegen vor, dass es weder zur Art noch zur Ursache der Verletzungen verlässliche Angaben gibt.
Erst 1963 wurde der Wernerkult im Kalender der Diözese Trier gestrichen. Doch noch immer taucht der „heilige Werner von Oberwesel“ in deutschen Heiligenverzeichnissen auf. Die ihm geweihte Kapelle in der dem Rhein zugewandten Seite der Stadtmauer von Oberwesel wurde 2008 zur Mutter-Rosa-Kapelle umgeweiht. Die Kapelle in Bacharach wurde als Ruine gesichert und zu einem Mahnmal gestaltet. Man fügte eine Gedenktafel mit dem Gebet Papst Johannes XXIII. um Sinnesänderung der Christen in ihrem Verhältnis zu den Juden ein:

„Wir erkennen heute, daß viele Jahrhunderte der Blindheit unsere Augen verhüllt haben, so daß wir die Schönheit deines auserwählten Volkes nicht mehr sahen und die Züge unseres erstgeborenen Bruders nicht mehr wiedererkannten. Wir entdecken nun, daß ein Kainsmal auf unserer Stirn steht. Im Laufe der Jahrhunderte hat unser Bruder Abel im Blute gelegen, das wir vergossen, und er hat die Tränen geweint, die wir verursacht haben, weil wir deine Liebe vergaßen. Vergib uns den Fluch, den wir zu Unrecht an den Namen der Juden hefteten. Vergib uns, daß wir dich in ihrem Fleische zum zweitenmal ans Kreuz schlugen. Denn wir wußten nicht, was wir taten.“

## Sonstiges
Heinrich Heine verarbeitete die Legende in seiner fragmentarischen Erzählung Der Rabbi von Bacherach. Der Anfang seines Textes wird in der künstlerischen Installation von Karl-Martin Hartmann in der Wernerkapelle wiedergegeben. Der Schriftsteller Lion Feuchtwanger machte die Geschichte Heines über den Rabbi von Bacherach zum Thema seiner 1907 verfassten Doktorarbeit. Das Buch wurde 1985 in einer Neuauflage im Verlag S. Fischer in Frankfurt herausgegeben.